# Rudolf Baumbach
Rudolf Baumbach (Kranichfeld, Szász–Meiningeni Hercegség, 1840. szeptember 28. – Meiningen, 1905. szeptember 21.) német költő. Karl Baumbach testvére.

## Életrajz
Egy ideig tanár volt Grazban, utóbb Triesztben, majd nagyobb utazásokat tett, a Keleten is. Később Meiningenben, kizárólag az irodalomnak élt. Kisebb dalai s románcai, valamint nagyobb epikai költeményei s prózai elbeszélései mind rendkívüli tetszésben részesültek és részben igen sok kiadást értek. Baumbach olyan tehetség, mely gazdag humorát és féktelen életkedvét a legszebb formákba öltözteti. Műveit népies jelleg, bájos nyelv és verselés, behizelgő könnyedség jellemzik. De e jelességei sokszor felszínességre és ürességre csábítják. Későbbi dolgozatai érettebbek és mélyebbek.

## Művei
- Enzian (humoros dalok, 1875)
- Zlatorog (alpesi monda, 1877)
- Lieder eines fahrenden Gesellen (1878)
- Frau Holde (népmonda, 1881)
- Sommermärchen (próza, 1882)
- Abenteuer und Schänke alten Meistern nacher zählt (verses elbeszélések, 1883)
- Der Bote des Todes (költői elbeszélés, 1884)
- Truggold (regény, 2. kiad. 1883)

## Magyarul
- Regék; ford. Koltai Virgil; Rőser, Bp., 1894